# 大道寺直英
大道寺 直英（だいどうじ なおひで）は、戦国時代から江戸時代前期にかけての武将。弘前藩津軽家の家臣。舎人経忠の子。大道寺政繁の養子。通称の大道寺隼人で知られる。

## 生涯

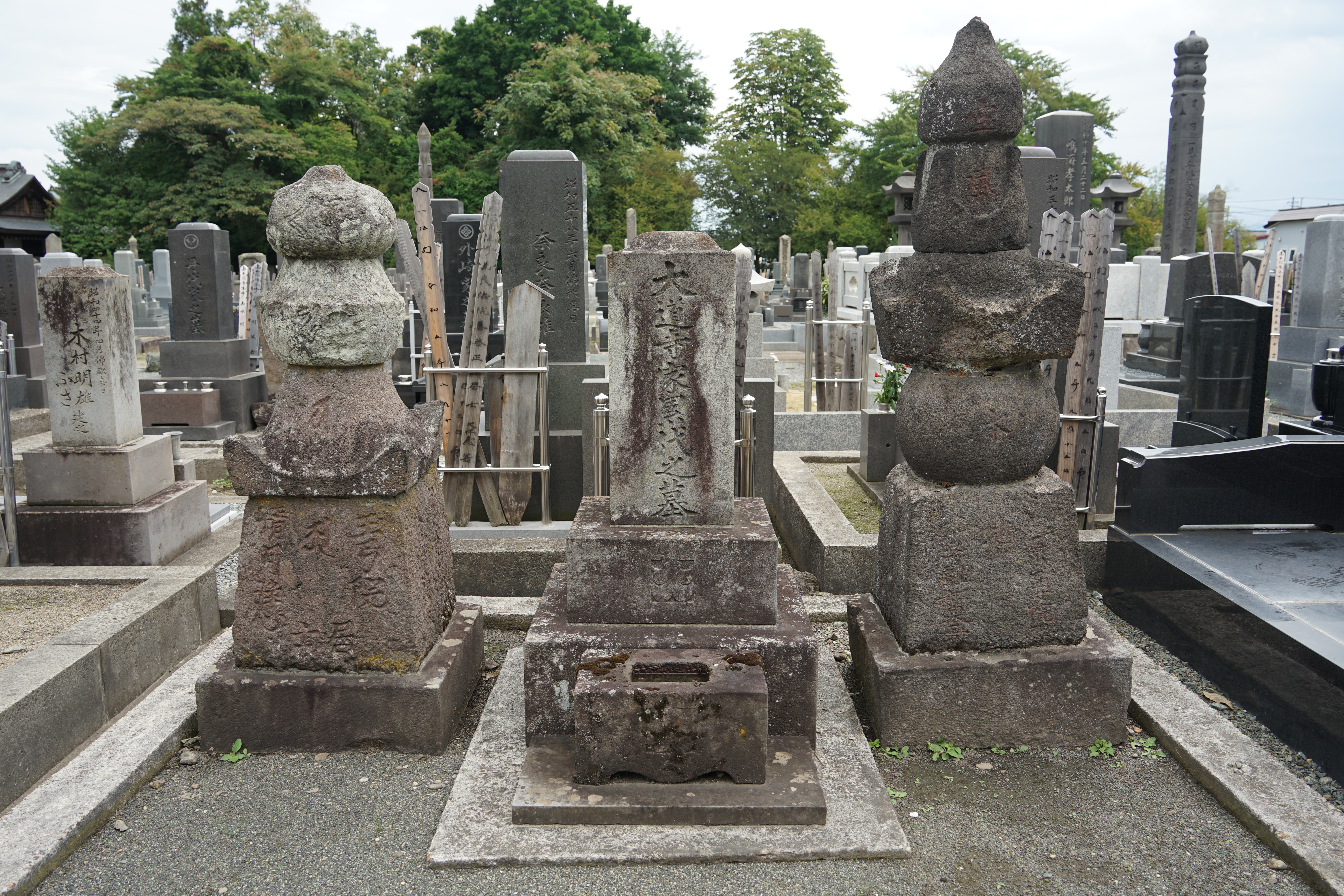
大道寺家累代之墓(弘前市新寺町・貞昌寺)

天文21年（1552年）、紀伊国牟婁郡藤縄の住人・舎人経忠と後北条氏家臣・遠山綱景の娘との間に誕生した。幼名は勇丸。
永禄6年（1563年）の第二次国府台合戦において遠山綱景と共に舎人経忠が戦死した。直英の母は実家の遠山家を頼り、北条氏家臣の大道寺政繁と再婚し、直英は政繁の養子となった。その後、4人の異父兄弟（嫡男・直繁、次男・直重、三男・弁誉上人、四男・直次）が生まれたが、直英は養子のため、系図などでは最年長ながら五男と記載されている。
天正10年（1582年）、主君・北条氏直は徳川家康の次女・督姫との婚礼を機に同盟を結ぶ。その頃、河越衆を率いていた義父・政繁は、武蔵国川越城だけではなく同盟の結果により北条氏領土として確定した上野国松井田城を任されており、直英を河越城の城代とし、政繁と次男・直重が松井田城の城代、嫡男・直繁と四男・直次が小田原城に家臣として居住していた。この間、川越城や松井田城などの諸城を拡張・改修した際、直英もその任に当ったとされる。
天正18年（1590年）、豊臣秀吉による小田原征伐が始まると、政繁ら河越衆は松井田城を拠点として、中山道方面からの豊臣方別働隊の迎撃を担当、直英は他の大道寺一族と共に河越城の守備に当たった。ところが、松井田城は猛攻撃に晒され降伏開城し、大道寺氏は豊臣方の一角として武蔵松山城、鉢形城、八王子城の攻略に参加した。そのため河越城も降伏開城し、中山道方面隊の大将・前田利家が入城した。戦後、秀吉の命で政繁は自害したが、家康の助命懇願によって、北条氏直らと共に大道寺政繁の子供らも徳川氏への預かりとなった。
その後、直英は家康の九男・徳川義直に仕えた次男の直重の縁で義直の家中に寄食し、駿河国に居住した。義直の新領である尾張国に慶長14年（1609年）から開始された名古屋城の築城にも携わった。
慶長19年（1614年）、大坂の陣が起こり徳川義直も徳川方として大坂に軍を進めると、大道寺直重や直英もこれに従った。その大坂冬の陣の最中、直英は徳川方として出陣中の弘前藩2代藩主・津軽信枚と出会う。この当時、自領に新たな城の建設を考えていた信枚は、直英が築城技術を習得していることを知り、直英を登用するため義直に交渉。元和2年（1616年）3月、家康・義直公認の元、直英は尾張家を退去し津軽家の奉行職となった。当初は5百石（のち1千石に加増され、家老職となる）。直英を得た信枚は、同年8月から待望の新城（亀ヶ岡城）建設に着手したが、これは一国一城令に抵触したことにより計画中止となった。
元和9年（1623年）7月、江戸幕府2代将軍・徳川秀忠がその子・家光と共に、家光の征夷大将軍宣下のために上洛するに際し信枚がこれに供奉したが、この際に直英が津軽勢の先手大将として上洛した。寛永11年（1634年）、藩内を二分する古参と新参の家臣団対立（船橋騒動）を直英が治めた、と伝わる。また、津軽家に召抱えられたのち、藩主・信枚の義弟扱いであった直秀を婿養子として嫡子とした。しかし信枚の死後の津軽家の跡目相続に不満を持った直秀は、自身に縁のある断絶した福島氏の再興を幕府に願い出ることを画策したが（大道寺直秀#跡目相続についてを参照）、突如急死した。これについて暗殺説があり、犯人は直秀の実母（満天姫）とも、直英ともいわれている。
寛永19年（1642年）、91歳で死去。弘前市内の貞昌寺に葬られた。直英は生前に同寺に義父の政繁の供養塔を建立していて、墓はその傍に建てられたと伝わる。
直英や直秀の跡は、寛永17年（1640年）11月に3代藩主・信義の弟の為久を直秀の娘（喜久）の婿養子として相続された。この後、陸奥大道寺氏（子孫は主に大道寺隼人の名乗りを継承）は代々弘前藩の家老職を勤め、幕末以降も存続した。子孫には、明治維新後に青森県県会議長、第五十九国立銀行（現・青森銀行）創立者となった大道寺繁禎がいる。
隼人直英の実弟の松野大学信安は、甲州流兵学系図の中で「山鹿将監」で山鹿素行娘の亭主で「津軽大学3千石」の記載がある。兄の２千石を超えた3千石の理由は、津軽藩の創生期に兄より先に養子へ出された京都から他国浪人で南部藩の九戸へ住んだ事にある。